# Oncocnemis exemplaris
Oncocnemis exemplaris là một loài bướm đêm trong họ Noctuidae.